# پروژه ۲۰۲۵
پروژه ۲۰۲۵ مجموعه ای از پیشنهادهای سیاست‌های محافظه کارانه و جناح راست بنیاد هریتج برای دگرگون کردن حکومت فدرال ایالات متحده و تثبیت قدرت اجرایی در صورت پیروزی نامزد جمهوری‌خواه، احتمالاً دونالد ترامپ، در انتخابات ریاست جمهوری ۲۰۲۴ است. این پروژه تأکید می‌کند بر اساس ماده دوم قانون اساسی ایالات متحده و تئوری اجرایی واحد کل قوه مجریه تحت کنترل مستقیم رئیس‌جمهور است. این پروژه پیشنهاد می‌کند طبقه‌بندی ده‌ها هزار نفر از کارکنان خدمات مدنی فدرال را به صورت منصوبان سیاسی عوض کنند تا با وفادارانی جایگزین شوند که تمایل بیشتری به اجرای سیاست‌های رئیس‌جمهور جمهوری‌خواه بعدی دارند. این پروژه به دنبال القای ارزش‌های مسیحی به دولت و جامعه است. طرفداران این طرح آن را به عنوان ابزاری برای از بین بردن یک دیوان سالاری گسترده و غیر پاسخگوی حکومتی در نظر گرفته‌اند. منتقدان پروژه ۲۰۲۵ آن را به صورت یک طرح اقتدارگرا و ملی‌گرای مسیحی برای تبدیل ایالات متحده به یک حکومت خودکامه توصیف می‌کنند. بسیاری از کارشناسان حقوقی گفته‌اند که این امر موجب تضعیف حاکمیت قانون، تفکیک قوا، جدایی کلیسا از دولت، و آزادی‌های مدنی، از جمله حقوق مدنی زنان، رنگین پوستان و جامعه ال جی بی تی کیو خواهد شد.
پروژه ۲۰۲۵ تغییرات گسترده‌ای را در دولت، به ویژه در سیاست‌های اقتصادی و اجتماعی و نقش حکومت فدرال و آژانس‌های آن پیش‌بینی می‌کند. این طرح پیشنهاد می‌کند که    کنترل وزارت دادگستری (DOJ)، اداره تحقیقات فدرال (FBI)، وزارت بازرگانی، کمیسیون ارتباطات فدرال (FCC) و کمیسیون تجارت فدرال (FTC) جناحی شود و وزارت میهن امنیت (DHS) منحل شده و از مقررات زیست‌محیطی و تغییر اقلیمی به نفع تولید سوخت فسیلی به شدت کاسته شود. علاوه بر تلاش برای خنثی کردن «بیشتر چیزهایی که در دولت بایدن اجرا شد»، این طرح به دنبال کاهش مالیات است اگرچه نویسندگان آن در مورد فایده حمایت گرایی اختلاف نظر دارند. پروژه ۲۰۲۵ انحلال وزارت آموزش را توصیه می‌کند که برنامه‌های آن یا به آژانس‌های دیگر منتقل می‌شود یا خاتمه می‌یابد. بودجه تحقیقات اقلیمی قطع خواهد شد و مؤسسه ملی بهداشت (NIH) طبق اصول محافظه کارانه اصلاح خواهد شد. این پروژه به دنبال کاهش بودجه برای مدیکر و مدیکید است و از دولت می‌خواهد که صریحاً این که سقط جنین بخشی از مراقبت‌های سلامتی است را رد کند. این پروژه بیان می‌کند که زندگی از زمان لقاح آغاز می‌شود و به دنبال حذف پوشش پیشگیری از بارداری اضطراری بر اساس قانون مراقبت مقرون به صرفه و اجرای قانون کامستاک برای پیگرد قانونی کسانی است که داروهای ضدبارداری و قرص‌های سقط جنین را در سراسر کشور ارسال و دریافت می‌کنند. این پروژه پیشنهاد می‌کند پورنوگرافی جرم انگاری شود، حمایت‌های قانونی در برابر تبعیض مبتنی بر گرایش جنسی و هویت جنسی برداشته شود، و به برنامه‌های تنوع، برابری، و شمول (DEI) و تبعیض مثبت پایان داده شود و وزارت دادگستری " نژادپرستی ضد سفیدپوستان " را مورد پیگرد قرار دهد. این پروژه دستگیری، بازداشت و اخراج مهاجران غیرقانونی ساکن ایالات متحده را با استفاده از ارتش برای دستگیری و قرار دادن آنها در اردوگاه‌های توقیفی توصیه می‌کند. این پروژه استقرار ارتش را برای اجرای قانون داخلی پیشنهاد می‌کند. مجازات اعدام و «نهایی شدن» سریع آن احکام را ترویج می‌کند.
برخی از محافظه کاران و جمهوری خواهان از این طرح به دلیل موضع آن در مورد تغییر اقلیم و تجارت خارجی انتقاد کرده‌اند. منتقدان دیگر بر این باورند که پروژه ۲۰۲۵ یک «صحنه آرایی» لفاظانه است برای آنچه چهار سال انتقام شخصی به هر قیمتی است. نویسندگان این پروژه اذعان دارند که اکثر پیشنهادهای آن نیاز به این دارد که حزب جمهوری‌خواه هم مجلس نمایندگان و هم سنای ایالات متحده را در کنترل داشته باشد. برخی از جنبه‌های این طرح اخیراً توسط دیوان عالی مغایر با قانون اساسی تشخیص داده شده است و با چالش‌های دادگاه مواجه خواهد بود، در حالی که برخی دیگر از این پیشنهادها هنجارهایی را می‌شکنند که ممکن است از چالش‌های دادگاه به سلامت عبور کنند.
اگرچه پروژه ۲۰۲۵ بر اساس قانون نمی‌تواند یک نامزد ریاست جمهوری خاص را تبلیغ کند، بسیاری از مشارکت کنندگان در آن با دونالد ترامپ و کمپین ریاست جمهوری ۲۰۲۴ او روابط نزدیک دارند. بنیاد هریتج، یک اندیشکده با همسویی نزدیک با ترامپ، این ابتکار را با گروه‌های محافظه کار مختلف که توسط متحدان ترامپ اداره می‌شوند، هماهنگ می‌کند. کمپین ترامپ در ابتدا گفت که این پروژه به خوبی با پیشنهادهای دستور کار آن همخوانی دارد، و در آوریل ۲۰۲۴، جان مکنتی، مشاور ارشد پروژه ۲۰۲۵، اظهار داشت که آنها و کمپین ترامپ قصد داشتند تا «تعداد زیادی از کارهای ما» را تا تابستان ادغام کنند. با این حال، پیشنهادهای جدل‌برانگیز این پروژه به‌طور فزاینده ای باعث بروز اصطکاک با کمپین ترامپ شد. در ۵ ژوئیه ۲۰۲۴، ترامپ به‌طور علنی از پروژه ۲۰۲۵ فاصله گرفت. این چند روز پس از آن اتفاق افتاد که کوین رابرتس، رئیس بنیاد هریتج در مصاحبه‌ای پیشنهاد کرد که انقلاب دومی در آمریکا رخ خواهد داد، که توسط دموکرات‌ها و دیگران به دلیل وجود آنچه آنها به عنوان تهدید مخفیانه به خشونت می‌دانستند مورد انتقاد قرار گرفت. این پروژه از لفاظی‌های جنگ طلبانه و زبان آخرالزمانی در توصیف یک «طرح نبرد» برای بازپس‌گیری کنترل حکومت استفاده کرده است. 

## سیاست‌ها

### امور خارجه
پروژه ۲۰۲۵ نه مداخله گرایانه است و نه انزواگرا. در عوض تأکید می‌کند که همه تصمیمات مربوط به سیاست خارجی باید منافع ملی را در اولویت قرار دهند.

## یادداشت
1. ↑  [۳][۵۴][۵۵][۵۶][۳۷][۵۷]